# 4349 Tibúrcio
4349 Tibúrcio este un asteroid din centura principală, descoperit pe 5 iunie 1989 de Werner Landgraf.